# Abelardo (nome)
Abelardo  è un nome proprio di persona italiano maschile.

## Varianti
- Maschili: Aberardo[2], Averardo[2][4], Avelardo[4], Averaldo[2][4], Abaelardo[1], Abailardo[1]
  - Ipocoristici: Velardo[5]
- Femminili: Abelarda[2], Aberarda[2], Averarda[2], Averalda[2]

### Varianti in altre lingue
- Catalano: Abelard[6]
- Francese: Abélard
- Inglese: Abelard
- Latino: Abaelardus[3], Abelhardus[1]
- Polacco: Abelard
- Portoghese: Abelardo
- Spagnolo: Abelardo[6][7], Aberardo[6]
- Tedesco: Abaelard

## Origine e diffusione

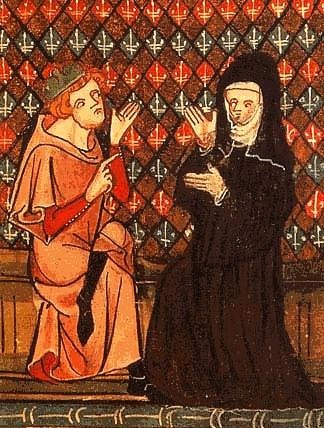
Abelardo ed Eloisa in una miniatura medievale

L'origine di questo nome è dibattuta; alcune interpretazioni lo vogliono derivante da un nome di origine germanica, come ad esempio Eberardo o Adalardo; altre fonti, tuttavia, bollano queste come paretimologie dovute alla somiglianza fonetica. Sono state proposte anche origini celtiche, con il significato di "figlio di Eliard" (o "Aeliard"), oppure potrebbe essere un derivato di Abele modificato con l'aggiunto dell'elemento germanico hard ("forte", "valoroso").
È un nome che ha goduto di scarsa diffusione, tanto oggi quanto a livello storico (si ritrova, nell'XI secolo, un Abelardo d'Altavilla, condottiero normanno). Il suo uso odierno richiama generalmente il teologo medievale francese Pietro Abelardo, noto per la sua storia d'amore con Eloisa e la sua opposizione a Bernardo di Chiaravalle. In questo caso, "Abelardo" (in francese Abélard, talvolta scritto anche Abailard e Abaelardus) non era il suo vero cognome, ma uno pseudonimo che adottò intorno all'anno 1100, la cui origine è ignota: in proposito, fra le varie ipotesi, oltre a quelle già citate sopra, si aggiunge quella secondo la quale sarebbe un appellativo basato sul termine francese Abeille ("ape"), affibbiatogli in virtù della sua industriosità e della dolcezza (in senso figurato) della sua parlantina.

## Onomastico
Poiché è un nome adespota, ovvero privo di santo patrono, l'onomastico può essere festeggiato il 1º novembre, ricorrenza di Ognissanti.

## Persone
- Abelardo d'Altavilla, conte normanno
- Abelardo Fernández Antuña, calciatore e allenatore di calcio spagnolo
- Abelardo González, calciatore spagnolo
- Abelardo Luján Rodríguez, politico messicano
- Abelardo Menéndez, schermidore cubano
- Abelardo Olivier, schermidore italiano

## Il nome nelle arti
- Nonna Abelarda è un personaggio dei fumetti creato da Giovan Battista Carpi.
- Abelard Snazz è un personaggio dei fumetti creato da Alan Moore.